# Баранов, Роберт Петрович
Роберт Петрович Баранов (род. 20 марта 1975, Яльчики, Чувашская АССР, РСФСР, СССР) — российский военный деятель, начальник Главного вычислительного центра Вооружённых сил Российской Федерации (с 2016). Военный учёный-инженер, изобретатель, доктор военных наук (с 2011), кандидат технических наук, доцент Военной академии Генерального штаба Вооружённых сил Российской Федерации. Генерал-майор Вооруженных сил Российской Федерации (с 2021).
Участник военной операции России в Сирии, участник вторжения России на Украину. С 2022 года Р. П. Баранов находится под международными санкциями стран Евросоюза, Великобритании, США, Канады, Австралии, Японии, Новой Зеландии и Швейцарии в связи с участием в организации ракетных ударов по украинской энергосистеме в 2022 году, в том числе ракетного обстрела Украины 10 октября 2022 года.

## Биография
Родился 20 марта 1975 году в чувашском селе Яльчики Яльчикского района Чувашской АССР. В 1992 году окончил Яльчикскую среднюю школу Чувашской Республики. По словам классного руководителя Роберт Баранов «с первого класса любил уроки математики, находил решения задач, которые другие ученики не могли решить».
В 1992 году поступил в Военную артиллерийскую академию имени М. И. Калинина в Санкт-Петербурге, по окончании которой в 1997 году получил диплом военного инженера. В 2002 году защитил кандидатскую диссертацию, в 2007 году стал доцентом, в 2011 году защитил докторскую диссертацию и в этом же году ему было присвоено звание полковника.
Участвовал в военной операции России в Сирии; награждён медалью «Участнику военной операции в Сирии».
С 2016 года служит в Генеральном штабе Вооруженных сил Российской Федерации в должности начальника Главного вычислительного центра Вооруженных Сил Российской Федерации (войсковая часть № 55060 города Москвы; улица Знаменка, 19). В 2020 году Военная академия Генерального штаба Вооружённых сил Российской Федерации при участии доктора военных наук Р. П. Баранова внедрила в учебный процесс две новые дисциплины — «Информационные технологии» и «Электронные образовательные и информационные ресурсы», практические занятия по которым проводятся также на базе Главного вычислительного центра Вооруженных сил Российской Федерации.
С 23 по 24 мая 2019 года на базе Конгрессно-выставочного центра «Патриот» проходил финал межведомственного конкурса «Лучший проект в сфере информационных технологий в интересах обеспечения обороны и безопасности РФ», на котором в номинации «Лучший коллективный проект в сфере информационных технологий в интересах обеспечения обороны и безопасности Российской Федерации» победил (I место) коллектив авторов ГВЦ ВС РФ (полковник Баранов Р. П., подполковник Куксин К. Г., капитан Русских Д. С.).
14 августа 2020 года начальник Генерального штаба Вооруженных сил Российской Федерации генерал армии Валерий Герасимов в торжественной обстановке вручил полковнику Роберту Баранову Боевое знамя Главного вычислительного центра Вооруженных Сил Российской Федерации.
В 2021 году президент России В. В. Путин присвоил Р. П. Баранову звание генерал-майора.
Является автором научных разработок и патентов; автор научных публикаций в военно-теоретическом журнале Министерства обороны Российской Федерации «Военная мысль».

## Семья и личная жизнь
Женат; воспитывает одного ребёнка (2019).
Брат Роберта Петровича Баранова — Александр — военный, ушел в отставку в звании полковника. Сыновья двоюродного брата – Михаил и Сергей Барановы – офицеры; служат в воинских частях в Москве и Уфе.
Роберт Баранов — православный; участвует в патриотическом воспитании российской молодежи. По его приглашению активисты юнармейского движения Яльчикской школы Чувашской Республики в марте 2022 года побывали в Москве, посетили военно-патриотический парк ВС РФ «Патриот», Главный храм Вооружённых сил Российской Федерации и ряд других достопримечательностей. Также шефствует над школой № 48 посёлка Малаховка Люберецкого района Московской области.
Автолюбитель; владеет (2019) автотранспортным средством Volvo XC90. Живёт в Москве.

## Санкции
Совместное расследование изданий Bellingcat, The Insider и Der Spiegel пришло к выводу, что секретное подразделение ГВЦ под руководством Р. П. Баранова занимается разработкой полётных заданий для крылатых ракет, применение которых Россией в ходе вторжения на Украину неоднократно приводило к разрушению гражданской инфраструктуры и гибели сотен мирных жителей, что может быть квалифицировано как военное преступление.
13 декабря 2022 года из-за вторжения России на Украину Р. П. Баранов внесен в санкционный список Великобритании как «отвечающий за программирование и наведение российских крылатых ракет на цель».
Согласно Официальному журналу Европейского союза генерал-майор Роберт Баранов является «ключевой фигурой» в ракетных ударах России по Украине, в том числе по гражданским объектам, в течение апреля и октября 2022 года, в результате которых только в октябре 2022 года «погибло более 30 человек и более 100 получили ранения». По версии Евросоюза Р. П. Баранов «является лицом, ответственным за поддержку или осуществление действий или политики, которые подрывают или угрожают территориальной целостности, суверенитету и независимости Украины». 16 декабря 2022 года, Роберт Баранов и подчинённые ему сотрудники ГВЦ ВС РФ внесены в санкционный список Евросоюза. Также в санкционный список был внесён возглавляемый Р. П. Барановым Главный вычислительный центр за поддержку или реализацию действий или политики, которые подрывают или угрожают территориальной целостности, суверенитету и независимости Украины. Позднее к санкциям присоединилась Швейцария, США, Канада, Австралия, Япония, Новая Зеландия.

## Награды

### Государственные награды Российской Федерации
- Орден «За военные заслуги»[10]
- Медаль ордена «За заслуги перед Отечеством» I степени

### Ведомственные награды Министерства обороны Российской Федерации
- Медаль «За боевые отличия»
- Медаль «За отличие в военной службе» I степени
- Медаль «За отличие в военной службе» II степени
- Медаль «За отличие в военной службе» III степени
- Медаль «Участнику военной операции в Сирии»
- Медаль «За достижение в области развития инновационных технологий»
- Знак отличия «За заслуги» военнослужащих Сухопутных войск
- Медаль «100 лет Военно-воздушным силам»
- Медаль «За участие в Главном военно-морском параде»
- Знак отличия офицеров Генерального штаба Вооруженных Сил Российской Федерации

### Иные награды
- Медаль «За укрепление государственной системы защиты информации» II степени (награда Федеральной службы по техническому и экспортному контролю)
- Памятная медаль «95 лет Яльчикскому району» (2022)

## Труды
- Баранов Р. П., Алексеев П. Н. Новая парадигма управления войсками (силами) // Военная мысль, № 5, 2021
- Баранов Р. П., Капшук Е. Г., Соколик Н. В. Территориально-распределенный центр обработки данных: современные технологии на службе Вооруженных Сил Российской Федерации // Военная мысль, № 10, 2022
- Баранов Р. П., Эльяс В. П., Маричев М. О., Цилько Е. С., Лобанов И. Г. Подходы к оценке информационной обстановки в Соединенных Штатах Америки // Информационные войны, № 4, 2020
- Баранов Р. П., Чварков С. В., Антонович П. И. Роль и место аналитической деятельности при принятии военнополитических решений // Будущее аналитики: от азбучных истин к системе аналитических центров. — М.: Научный эксперт, 2013